# ريان هال
ريان هال (بالإنجليزية: Ryan Hall)‏ (4 يناير 1988 المملكة المتحدة - ) هو لاعب كرة قدم بريطاني يلعب كلاعب وسط.

## روابط خارجية
- ريان هال على موقع قاعدة بيانات كرة القدم.إي يو (الإنجليزية)
- ريان هال على موقع Soccerbase.com (لاعب) (الإنجليزية)
- ريان هال على موقع Soccerway.com (الإنجليزية)